# Scymnus peninsularis
Scymnus peninsularis är en skalbaggsart som beskrevs av Gordon 1976. Scymnus peninsularis ingår i släktet Scymnus och familjen nyckelpigor. Inga underarter finns listade i Catalogue of Life.